# Tlahuelilpani üzemanyagvezeték-robbanás
A tlahuelilpani üzemanyagvezeték-robbanás 2019. január 18-án következett be a mexikói Tlahuelilpan városa mellett, amikor emberek egy csoportja illegálisan megcsapolta a Pemex olajcég üzemenyagot szállító csővezetékét. Az eset következtében összesen 135-en vesztették életüket.

## Az esemény
Az olajban gazdag Mexikóban gyakori, hogy a vezetékeket a többnyire szegénységben élő emberek illegálisan megcsapolják, és emiatt számos baleset is bekövetkezett már az évtizedek során. 2019-ben a közép-mexikói Hidalgo államban található, mintegy 18 000 lakosú Tlahuelilpan térségének lakói között is sokan, több mint 60%-nyian voltak, akik a jóléti színvonal alatt éltek. 2019. január 18-án a környék lakóinak egy nagyobb csoportja a város melletti lucernaföldön megcsapolta a Pemex vezetékét. Egyesek szerint akár 800-an is lehettek, akik loptak az üzemanyagból. Az eset következtében aznap este hatalmas robbanás történt. A helyszínen 68-an vesztették életüket, később a kórházban további 67 személy halt meg, az utolsó március 2-án.
A baleset történetével kapcsolatban kezdetben nagyon sok volt a bizonytalanság. Másnap a Pemex azt állította, a vezetéket már 10 perccel a szivárgás észlelése után elzárták, vagyis 13:30-kor. De később a közbiztonsági miniszter, Alfonso Durazo elismerte, hogy a hadseregnek csak 14:30-kor jutott tudomására a szivárgás, és csak 18:20-kor szűnt meg az áramlás a vezetékben, mivel eleinte csak jelentéktelen szivárgásnak tartották az esetet, ezért nyitva hagyták a vezetéket. A robbanás 18:52-kor történt, de ennek okait is sokáig találgatták. Voltak, akik állították, hogy egyesek égő cigarettával tartózkodtak a helyszínen, mások szerint a műszálas ruhák okozta elektromos szikrák is begyújthatták a gyúlékony anyagot, de Andrés Manuel López Obrador elnök eleinte még a szabotázst sem zárta ki.
A halottak nagy számára az lehet a magyarázat, hogy a térségben előtte hetekig üzemanyagellátási problémák jelentkeztek, pont azért, mert a kormány az ilyen lopások megelőzésének érdekében vezetékeket zárt el. A robbanás napján a közösségi oldalakon elterjedt a hír, hogy aznap benzint fognak ajándékba osztogatni. A tlahuelilpani polgármester szerint a helyiek körében hónapok óta ismert volt, hogy azon a helyen „ingyen lehet vételezni” a vezetékből, de a hivatalos szervek nem foglalkoztak ezzel üggyel.
Gyakran elhangzó kritika volt, hogy miért csak 25 katonát vezényeltek a helyszínre, akik a több száz fős tömeggel nem bírtak el.